# Sten Rudholm
Sten John Gustaf Rudholm (ur. 27 kwietnia 1918 w Karlstad, zm. 29 listopada 2008) – szwedzki prawnik, członek Akademii Szwedzkiej, były minister sprawiedliwości Królestwa Szwecji, były marszałek dworu królewskiego, kawaler Królewskiego Orderu Serafinów - najwyższego odznaczenia w Szwecji. W Akademii Szwedzkiej Sten Rudholm zajmował miejsce nr. 1 i był następcą Sturea Petréna.